# 세포 내 수용체
세포 내 수용체(細胞內受容體, 영어: intracellular receptor)는 세포막이 아닌 세포 내부에 위치한 구형 단백질 수용체이다. 세포 내(intracellular)라는 단어는 "세포 내부(within a cell 또는 inside a cell)"를 의미한다. 수용체와 결합하기 위해 세포막을 통과하는 분자는 일반적으로 비극성이며 상대적으로 작을 수 있다. 이러한 분자는 리간드라고 알려져 있다. 세포 내 수용체를 사용하는 호르몬으로는 갑상샘 호르몬 및 스테로이드 호르몬이 있다.
예로는 세포핵과 세포질에 위치한 핵 수용체 부류와 소포체에 위치한 이노시톨 삼중인산 수용체(IP3 수용체)가 있다. 이들에 결합하는 리간드는 일반적으로 이노시톨 삼중인산(IP3)과 같은 세포 내 2차 전달자 및 스테로이드 호르몬과 같은 세포외 친유성 호르몬이다. 일부 세포내분비 펩타이드 호르몬은 세포 내 수용체에도 결합한다.

## 예
- 전사인자
  - 핵 수용체
- 기타
  - 시그마-1 수용체 (신경스테로이드)
  - 이노시톨 삼중인산 수용체 (이노시툴 삼중인산, IP3)

## 같이 보기
- 수용체
- 스테로이드 호르몬